# Juxtephria fluidata
Juxtephria fluidata är en fjärilsart som beskrevs av Lederer 1853. Juxtephria fluidata ingår i släktet Juxtephria och familjen mätare. Inga underarter finns listade i Catalogue of Life.